# 台灣與法國關係史
臺灣與法國關係史（臺法關係史）是指臺灣有信史以來至今與法國雙方在歷史上不同階段的關係。随着1949年中华民国政府迁往台湾后，实际上與其国家外交关系重疊。

## 荷治時期
在荷蘭東印度公司統治臺灣期間，1644年至1646年出任臺灣長官的法蘭索瓦·卡宏即是法國人後裔，其父母皆為法國人，因信仰胡格諾派遭宗教迫害而逃至荷蘭。離開東印度公司後，卡宏曾接受法國大臣柯爾貝的邀請，出任法國東印度公司第一任總督。:33-34
此外荷蘭東印度公司亦曾雇有法籍士兵，最著名者為莫里涅爾（M.de la Morinière），莫里涅爾自1653年起在臺灣生活超過五年。他的文章被法國博學者、遊記手稿收藏家梅西塞德克·泰孚諾與其他遊記收入《寰宇旅行見聞錄》（Relations de divers voyages curieux）一書，於1663年出版。留下了對臺灣氣候、宗教以及郭懷一事件的紀錄。:17-32

## 清治時期

### 開港通商前法國對臺灣的關心與調查
法國人對福爾摩沙的關心，最早可追溯到18世紀初。1704年法國人喬治·撒瑪納札（George Psalmanazar）出版了《福爾摩沙歷史與地理的描述》，雖然該書對福爾摩沙島史地的描述純屬杜撰，被證明是偽書。但也是當時法國社會對福爾摩沙島感到關心與好奇的佐證。

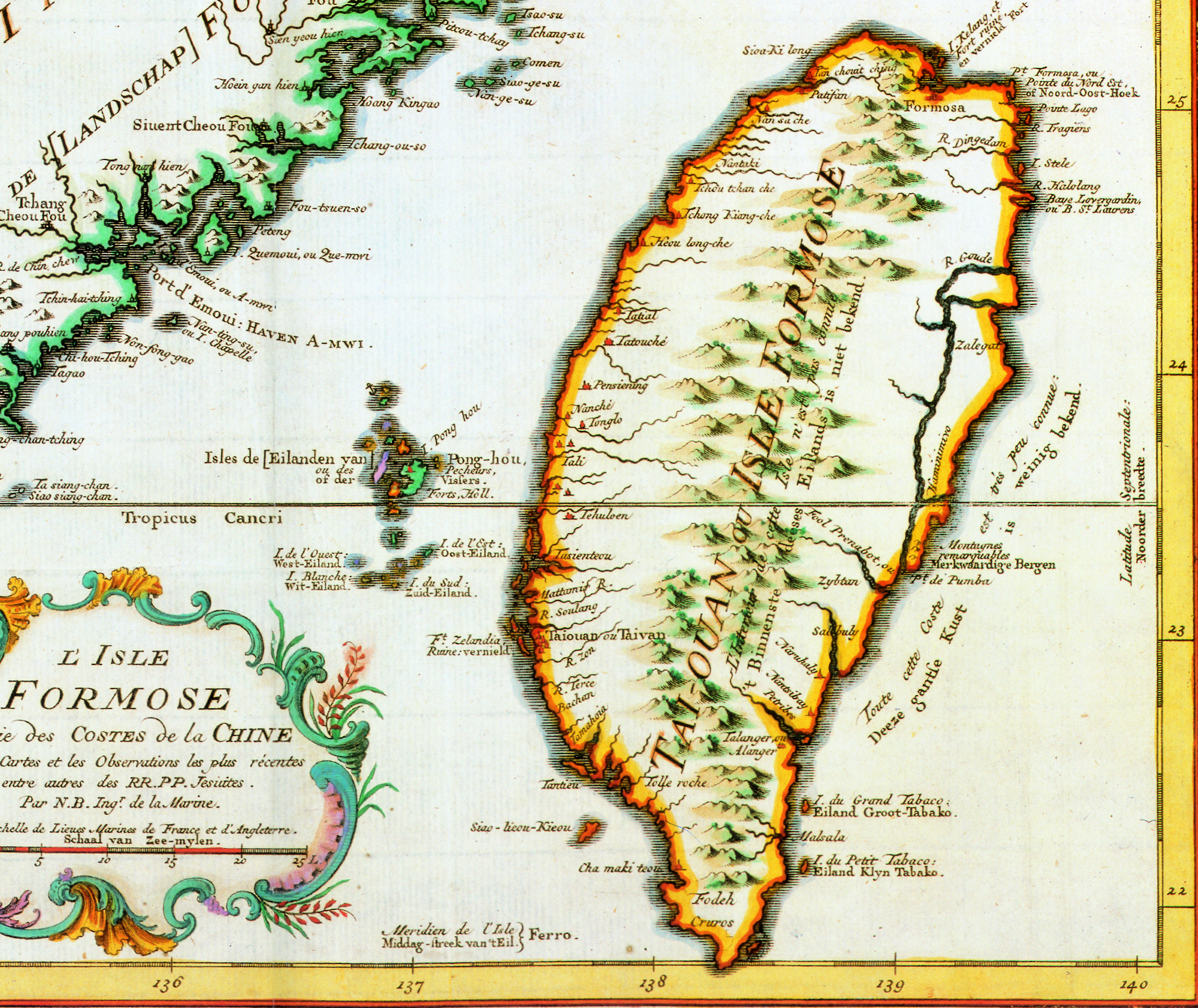
1756年法國人依據馮秉正等人對臺灣測量所繪的福爾摩沙島，花蓮被視為三個斷開的島嶼

1708年（清康熙四十七年）至1717年（康熙五十六年）間，清康熙皇帝曾諭西洋天主教土到全國測繪地圖。使用較為科學的方法測繒地圖，後來定名為「皇輿全覽圖」。
當中，在臺灣部分。則於1715年4月至5月（清康熙五十三年三月至四月），由3名法國耶穌會教士馮秉正(Joseph Marie de Mailla，1669－1748)、雷孝思（Jean-Baptiste Regis，1663－1738）、德瑪諾（Romain Hinderer）奉清康熙皇帝之命，親赴澎湖群島、臺灣西部進行土地丈量。馮秉正負責臺灣南部；雷孝思和德瑪諾負責臺灣北部。:174-175其中，馮秉正在返清後不久，便在法國出版《臺灣訪問記》，介紹福爾摩沙島的大要，並在歐洲社會引發迴響。:102-104
根據馮秉正的報告，他將臺灣分成東部與西部交戰的兩部分，並認為只有西邊才屬於中國。此外亦提到漢人曾為了淘金而想開發東邊的荒地，並認為這是「心懷不軌」的行為，在他看來，漢人為了奪取金礦而不惜殺害原住民。此外馮秉正亦發現臺灣並沒有馬、綿羊或山羊，但母雞、鴨、鹿、猴子很多。臺灣首府臺灣府則極為熱鬧，貨物很多，但沒有絲織品。馮秉正並提及會說原住民話的中國中間人，批評他們將原住民榨取的一文不剩，是可恥的小暴君。:175-177
1768年至1769年波蘭裔匈牙利貴族莫利斯·貝尼奧斯基（Maurice August Benyowsky）在波俄戰爭期間被俄羅斯軍隊俘虜，脫逃後於1771年8月來到福爾摩沙東岸，9月離開，停留三個星期。:178貝尼奧斯基與臺灣原住民發生衝突。貝尼奧斯基返回歐洲後，曾向歐洲君主提出殖民福爾摩沙的計劃。包括1772年向法王路易十五提出殖民福爾摩沙，雖然最終未獲採納。但亦刺激法國社會對福爾摩沙的想像和關心。日後才有《福爾摩沙見聞錄》的出版。:104
1785年，法王路易十六因對地理特別感興趣，因此派遣旅行家到各處探險旅行。:177當中法國探險家、海軍軍官拉彼鲁兹伯爵让-弗朗索瓦·德·加洛（或譯「拉貝魯斯伯爵」、「貝胡斯伯爵」，Jean François de Galaup, comte de Lapérouse）在1787年（清乾隆五十二年）4月，率領探險隊曾來到今日的臺南安平，並在熱蘭遮城對岸下錨。當時貝胡斯伯爵基於在海軍學校的訓練與實務經驗，判斷此時島內社會動盪，恐不宜貿然上岸。:前言10-11並聽說臺灣人民暴動，中國政府出動兩萬士兵鎮壓。:178然而拉貝魯斯伯爵也對福爾摩沙島作出評估：「自清廷征服該島後，移往福爾摩沙定居的總人口達五十萬人，而首府則有居民五萬人。福爾摩沙地處要津，任何國家若能佔有該島建構防禦設施，並在澎湖群島佈下若干船艦，即可安穩立身，向位居弱勢的清廷予取予求。」:前言11此外，拉貝魯斯伯爵也曾抵達蘭嶼，他說蘭嶼南邊有三個比較重要的村子，然而因為天氣不好，無法登陸而作罷。:178
而當拉貝魯斯伯爵在太平洋音信全無時，路易十六曾請海軍軍官唐特卡斯鐸（Joseph Antoine Bruni d' Entrecasteaux，1737-1793）出航尋找拉貝魯斯伯爵。而當唐特卡斯鐸率艦停留廣州時，聽聞福爾摩沙島上的暴動。對此唐特卡斯鐸曾寫信給中國皇帝，提議由法國派兵平息動亂、嘗試與中國當局接觸。遭到當時兩廣總督不在時的代理廣東巡撫圖薩布的委婉拒絕。:180-181而唐特卡斯鐸也留下「臺灣島可以視為中國南部省份的穀倉」，並認為「任何一個國家擁有此島，就可以控制中國」。:182

### 開港通商後法國在臺灣的活動與往來
1858年（清咸豐八年），清政府在第一次英法聯軍戰敗後，與英國等國簽訂《天津條約》。在6月27日（清咸豐八年五月十七日）對法國《天津條約》第六款中增開臺灣（今安平港）、淡水港口。
1874年（清同治十三年）牡丹社事件爆發，清政府派沈葆楨協防臺灣，修築炮臺（億載金城）。當時法國海軍軍官日意格（Prosper Marie Giquel）亦曾與沈葆楨同行，從事招募洋教習教槍法、電線洋匠到臺議價，甚至與日將西鄉從道交涉。在興築億載金城的過程，亦有日意格聘請法國工程師帛爾陀（M. Berthault）及魯富負責幫辦設計。:304
在1884－1885年法清戰爭後期，法國海軍戰場轉闢中國東南沿海一帶，自1884年8月起（清光緒九年七月）法軍正式入侵當時由清帝國統至下的台灣北部（雞籠、滬尾），一度封攻佔基隆港佔據煤礦，但卻於滬尾之役受挫清軍（劉銘傳領導的淮軍），爾後，法軍指揮孤拔鑒於台灣北部久攻不下，便改為鎖台灣沿海的戰略，於是將目標轉往佔據台灣西部的澎湖群島，做為與清廷交涉的中繼和補給據點。
1885年3月（光緒十一年二月），法軍發動澎湖之役，攻占澎湖群島。6月9日法使與清廷簽訂〈中法新約〉，法軍主帥孤拔因水土不服於6月11日病逝澎湖媽宮澳，6月13日法艦接獲和談通知，陸陸續續開始撤軍，直到8月4日法軍才完全撤離澎湖。
1890年，於澎湖蛇頭山修築澎湖法軍殉職紀念碑，以及馬公市區修築孤拔紀念碑。

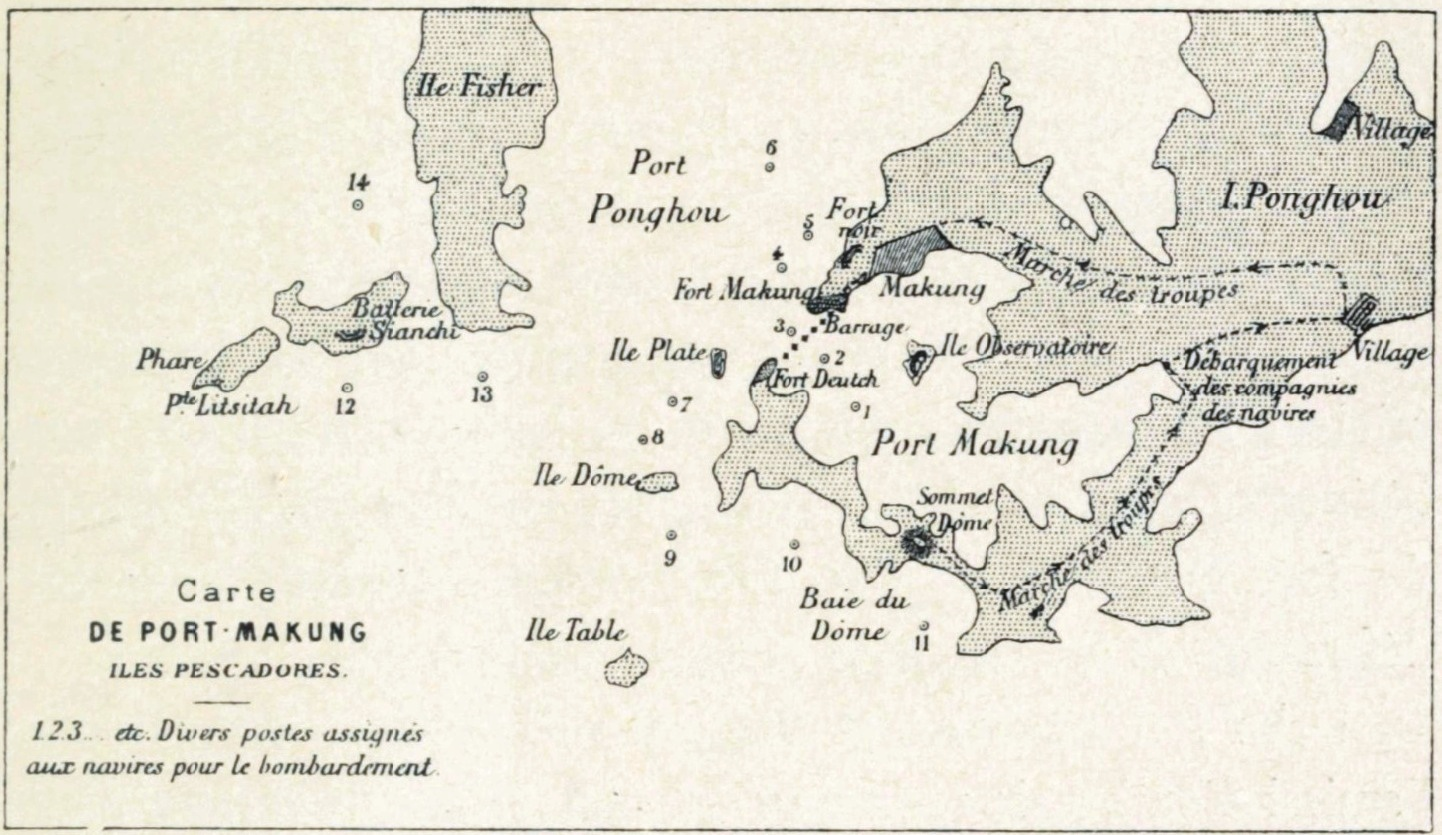
法軍進軍路線，與澎湖守軍交戰地點
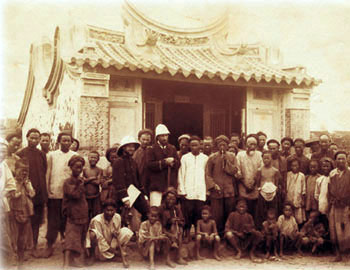
法國士兵與當地居民合攝於媽宮澳。
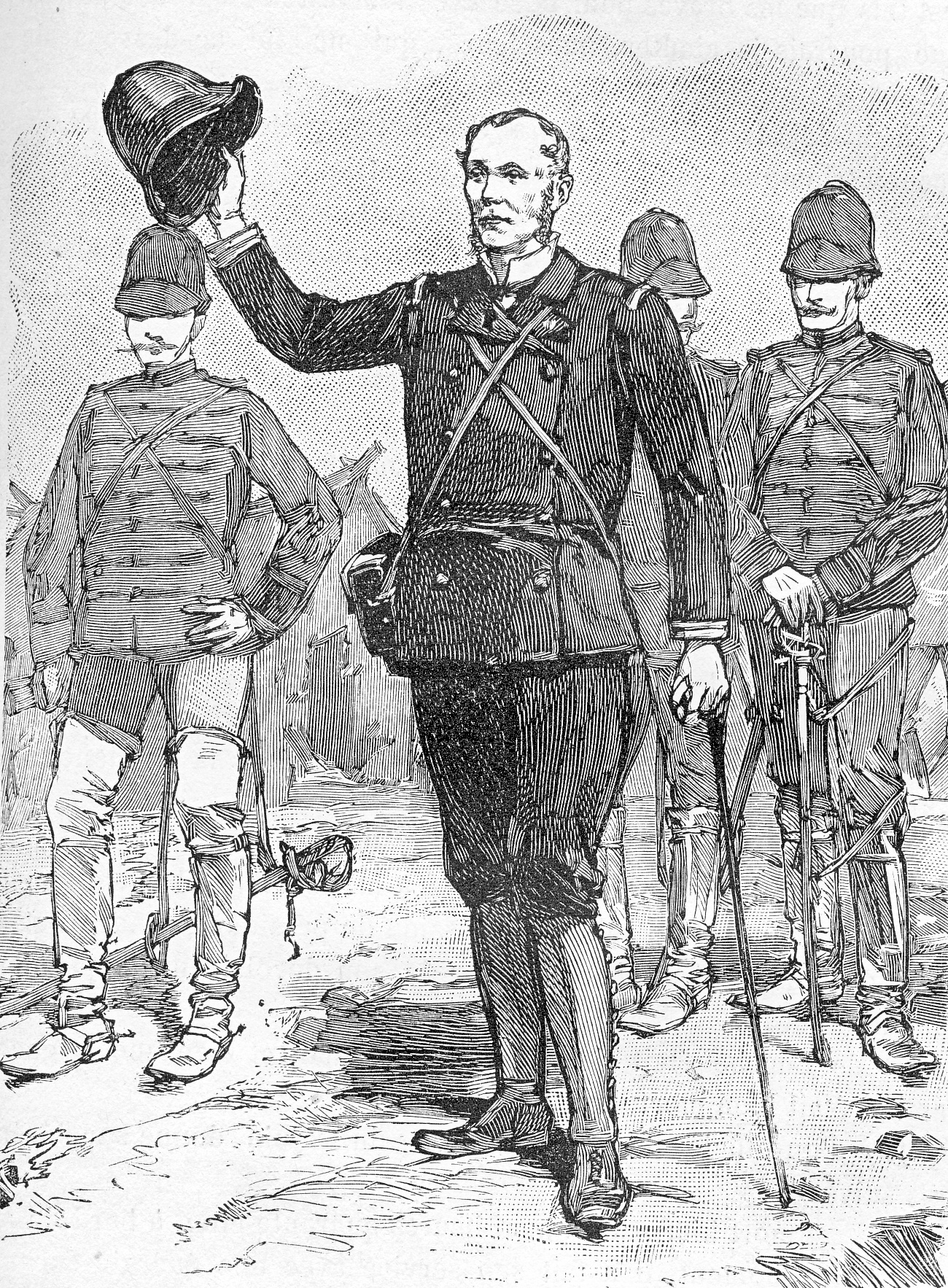
1885年3月31日，孤拔於媽宮澳。

## 台灣民主國
1895年（清光緒二十一年、日明治二十八年）4月，清國因甲午戰爭戰敗，與日本簽訂《馬關條約》，確定將臺灣割給日本。臺灣曾尋求外力干預，當中法國一度對割臺反應積極。據伊能嘉矩《臺灣文化志》載，早在3月日本著手攻略澎湖之際，法國巡洋艦Beautemps及Beaupre二號開入媽宮（今馬公市），求見澎湖廳通判陳步梯、鎮副將林福喜，表示日本將發艦隊來攻，勸清方欲避免被占領，不如將臺灣暫時讓與法國，於事局結束後當即歸還清國，澎湖官員報告駐於臺南的臺灣防務幫辦劉義，劉義則鑒於清法戰爭對法的兵戎相見，對此拒斥不顧。:761
在三國干涉還遼期間，張之洞、唐景崧透過法國將干涉範圍擴及臺灣，當中策劃者為留法學生、曾任駐法使館參贊的陳季同。1895年5月19日有法艦來訪，22日法將德尼訪唐景崧道：「為中國爭回土地則難，為臺灣保臺則易，必須臺自立，有自主之權...臺能自立，可保護」。勸臺灣先宣告獨立，讓法國有介入正當性。台灣民主國成立後，陳季同出任外交部長，然而法國發生加強控制其保護國馬達加斯加島，準備第二次馬達加斯加戰爭而未能兼顧，:761最終未介入。日軍登臺後，陳季同也隨唐景崧等人逃走。

## 日治時期
日本統治初期，由於當時日本殖民政府在台施政屢受挫折，日本政界曾一度出現放棄台灣、並將其賣給法國的「台灣賣卻論」；但後來因對台灣的統治成效漸入佳境而作罷。
明治三十九年（1896年），法國決定在臺灣設置領事館，並派De Bondy Riario子爵為領事。日本外務省予以承認。同年5月14日，Riario由東京來臺，未有就任報告旋即返東京。其後該員常駐東京，並未駐臺，而請駐安平英國領事兼辦該國領事事務。:369
日治時期，隨著日籍教師將西洋畫傳入臺灣。此時期也出現臺灣年輕藝術家前往法國留學，如陳清汾、顏水龍、楊三郎、劉啟祥、許武略等人。陳清汾於1928年赴法留學，1930年入選巴黎沙龍美展；顏水龍在留法期間（1930年至1931年）到過巴黎、坎城，創作了《蒙特梭利公園》（1931年）、《坎城海港》（1932年）等作品。楊三郎於1932年與劉啟祥赴法國深造，翌年以「塞納河」入選法國沙龍展。劉啟祥於1932年6月與楊三郎同赴法國留學，並抵達馬賽港受顏水龍迎接。劉啟祥臨摹馬奈的《吹笛少年》，還有塞尚的《賭牌》等作品。並於1933年以人物坐像畫《紅衣》入選法國秋季沙龍。劉啟祥於歐洲留學長達三年，直到1935年。留學巴黎期間，劉啟祥多次申請進入羅浮宮臨摹多幅19世紀下半葉的人物畫。
此時期臺灣人赴法留學者除修習美術外，亦有赴巴黎大學就讀的李萬居（社會）、游彌堅（政經）等人，以及留學醫學的郭松根、學史的黃聯鑣。據1941年調查的《臺灣歐美同學會名簿》及有關資料統計，赴法留學者有11人，在留學歐美者中僅次於美國（31人）、英國（19人，含香港7人）。
林獻堂在1927年至1928年的環球旅行中，五度前往法國。參觀盧甫耳舊宮殿、維爾賽宮、封騰布羅等地。在盧甫耳宮見到雷溫哈特的《半身美人》，聽聞此畫約值二十萬，前年被人竊去，舉全國警察之力大搜索，僅差片刻即出國境，幸得追還。「余觀其畫美則美矣，有若是之價值否，則不敢斷定」。並稱特啦永善畫牛，彌列善畫農人情狀，作品《晚鐘》「其一股幽美的神情，真是令人鑑賞不盡」。對於邁羅女神及勝利女神，則謂「邁羅女神兩手俱斷，勝利女神並首而無，其美點何在，余實不敢輕下批評矣」。:141-142
昭和十六年（1941年），維琪政府開設駐臺北領事館，並派前駐中華民國二等翻譯官布洛得（Michel Blot）為駐臺北領事，規定臺灣島及其附屬島嶼、琉球及澎湖島為其管轄區域。:369-370

## 中華民國臺灣時期
1949年，中華民國政府遷台後，法國亦在首都台北保留法蘭西共和國駐中華民國大使館，但僅派駐代辦而非大使。
1950年11月30日，法國在聯合國安全理事會上否決中共代表伍修權等提出之「美國侵略台灣案」。
戰後，臺灣人赴法國留學者，較知名者有法律學者彭明敏。彭明敏於1953年前往法國巴黎，:87以法文完成太空法律地位研究的論文數篇，1954年完成博士課程，:88取得巴黎大學法學博士。此外，日治時期曾留學法國的郭松根於1956年離臺，於世界衛生組織當顧問，到法國後與巴黎臺灣同鄉會人士頗有來往，之後未再返臺任職，直到1982年逝世。:156-157
1960年代，法國開始與中華人民共和國進行關係正常化行動，當時中華民國政府極力阻止，其間中華民國總統蔣中正還致親筆信給時任法國總統戴高樂以穩固邦交。
1964年1月27日，法國和中華人民共和國建交，中華民國外交部抗議法國與中共政權建交，表明反對「兩個中國」；1月25日，法國總統戴高樂派前駐華大使貝志高向總統蔣中正解釋；2月7日，外交部重申反對「兩個中國」，指戴高樂中立政策是分期投降；2月10日，宣布與法國斷交。:698位於台北市臨沂街14巷的法國大使館於2月12日撤館。除了總部在法國巴黎的聯合國教育、科學及文化組織（UNESCO）之外，兩國關係全面中斷。
1973年3月23日，國民黨政府於巴黎慶祝青年節餐會。時任國民黨中央黨部「海外工作委員會」派在巴黎的代表滕永康（滕傑之子）遭到歐洲臺獨運動支持者黃照夫刺殺。黃照夫在聽聞1972年美國威廉波特棒球賽，臺獨志士慘遭在美接受接艦訓練的國民黨政府海軍人員毆打時，他的心境「當時聽到這個消息，非常憤怒，我的答案是：機關槍。」引發殺機。
在臺的中華民國政府與法國斷交後，直到1989年成立法國在台協會整併相關業務進行外交。
1989年，法國湯姆笙公司與臺灣國軍商議出售拉法葉艦問題，被法國外交部否決。湯姆笙公司遂進行對法國外交部長羅蘭·杜馬與其情婦鍾古夫人行賄，1991年8月，杜馬同意此項軍售。然而當時新加坡購買相同的拉法葉艦價錢僅40法郎，臺灣卻上升到160億法郎，引起臺灣海軍武獲室執行長尹清楓上校不願簽結此案。1993年年底，尹清楓的屍體被人發現在蘇澳外海，與拉法葉軍購案相關人物的意外死亡或自殺人數也節節上升，在臺灣、法國及中國都有涉案人員相繼神秘死亡。最終杜馬辭去憲法委員會主席職務，接受司法審訊，他宣稱這筆軍火傭金高達30億法郎，法國政府的高級官員都從中受益，他只是代人受過。:440-441
2001年11月，總統夫人吳淑珍前往法國，先在巴黎參訪兩天後，再轉赴東部史特拉斯堡的歐洲議會，代表總統陳水扁接受國際自由聯盟頒發的「2001年自由獎」，並會見歐洲議會議長方亭。隨同前往的包括外交部次長、總統府第三局長等人。對於此行，法國政府也提供相關的禮遇與接待。
2018年7月25日，立法院長蘇嘉全率團訪問法國國民議會，創下立法院長進入國民議會議場的首例。
2021年5月，法國參議院以304票贊成、0票反對一致通過「臺灣參與國際組織工作」決議。11月30日，法國國民議會以39票贊成、2票反對、3票棄權通過支持臺灣參與國際組織決議案，代表法國政府出席的外交部國務員勒莫因（Jean-Baptiste Lemoyne）表示，臺灣為法國在亞洲重要夥伴，也是當前地緣政治核心。臺法共享人權價值，且臺灣抗疫表現堪為模範。臺灣參與國際將對國際社會帶來益處，法國立場清楚，將繼續支持臺灣參加國際組織。法國國民議會議員法瑞德莉克·杜瑪（Frédérique Dumas，民主人士和獨立人士聯盟）會中甚至以「我是臺灣人」（Je Suis Taïwan.）表達挺台立場，效仿時任美國總統約翰·甘迺迪於1963年在西柏林的「我是柏林人」（Ich bin ein Berliner）的名言。外交部表示，創下法國國會兩院在半年內首度通過友臺決議的歷史記錄。
2021年12月15日，法國國民議會前議長、現任友臺小組主席戴扈傑率領訪問團訪問臺灣。16日晉見總統蔡英文，並拜會行政院長蘇貞昌、外交部長吳釗燮、經濟部長王美花，並會晤相關部會首長。17日，立法院長游錫堃代表立法院，頒發二等國會外交榮譽獎章給戴扈傑，為立法院史上首度頒發國會外交榮譽獎章給法國國會議員。19日離臺。